# Canton (Frankrig)
 For alternative betydninger, se Kanton. (Se også artikler, som begynder med Kanton)
En canton er en administrativ enhed i et fransk arrondissement. Cantoner er ligesom departementerne oprettet ved lov af 22. december 1789. Der er 2.015 cantoner i selve Frankrig, heraf 20 i Paris.
Som regel omfatter en canton flere kommuner, dette er dog ikke altid tilfældet, idet meget befolkningsrige kommuner, godt kan indeholde flere cantoner. Derimod tilhører en canton kun ét arrondissement. I forlængelse heraf er det naturligt, at antallet af cantoner kan variere imellem forskellige departementer. Pr 1. januar 2006 var der 4.039 cantoner i Frankrig, heraf 3883 - hvoraf 20 arrondissementer i Paris - i selve Frankrig og 156 i de oversøiske besiddelser DOM-TOM. 2014 var antallet det samme, bortset fra i besiddelserne, som havde 172 cantoner. Efter marts 2015 blev antallet af cantoner i Frankrig mindsket til 2015 - hvoraf 20 arrondissementer i Paris - og 59 cantoner i de oversøiske besiddelser, altså 2074 cantoner i alt.
Det primære formål for en canton, er at være valgkreds for et medlem af departementsrådet. En undtagelse er Paris, hvor byens 20 arrondissementer fungerer som cantoner.
Hovedbyen i en canton, vil ofte være den største by i området og specielt på landet, vil brandstation og gendarmerie ofte være placeret her.

## Ekstern henvisning
- "Definitionen på en canton hos [[INSEE]]" (fransk). {{cite web}}: Konflikt mellem URL og wikilink (hjælp)